# Baltazar Adrian Bełchacki
Baltazar Adrian (Adrian Baltazar) Bełchacki z Glendzianowa herbu Topór (ur. w 1660 roku – zm. 6 maja 1715 roku) – kasztelan biecki w latach 1710–1715, podczaszy chełmski w latach 1689–1702, wielkorządca krakowski od 1 lipca 1692 roku do 30 czerwca 1702 roku, starosta lipnicki w latach 1705–1715, dworzanin królewski w latach 1680–1689, rotmistrz w latach 1680-1715, podwojewodzi lelowski w latach 1681–1686, wicesgerent grodzki krakowski w latach 1685–1695.
Marszałek sejmiku województwa krakowskiego w 1702 i 1707 roku. Jako poseł województwa krakowskiego był uczestnikiem Walnej Rady Warszawskiej 1710 roku.
W 1697 roku był elektorem Augusta II Mocnego z księstw oświęcimskiego i zatorskiego.